# المتوكل محمد بن يحيى
المتوكل محمد بن يحيى (توفي في 11 ديسمبر 1849) إمام الدولة الزيدية في اليمن من 1845 إلى 1849.

## النضال ضد أبو عريش
كان محمد بن يحيى حفيد الإمام المنصور علي بن عباس. في عام 1845 ادعى الإمامة بدلا من الإمام الحالي الضعيف المنصور علي. لقي دعما من الشريف حسين من أبو عريش الوالي العثماني على تهامة حيث دخل صنعاء وخلع المنصور علي. تكنى الغاصب باسم المتوكل محمد. الصداقة بين الإمام الجديد والشريف حسين لم تدم طويلا. المتوكل محمد تحالف مع شريف مكة محمد بن عون لمهاجمة أبو عريش. الإمام على الجانب الآخر هدف إلى استعادة السلطة الزيدية في الأراضي المنخفضة اليمنية. في الفترة من 1847 إلى 1848 هزمت قوات الإمام الشريف حسين واقتادوه للسجن. تم السيطرة على مدن مهمة مثل زبيد، بيت الفقيه، والمخا من قبل قوات المتوكل محمد. ابقى الشريف حسين في حصن جبل القطي. ومع ذلك تم تحرير السجين من خلال انقلاب حيث حمل السلاح ضد الإمام مرة أخرى. رجال قبائل يام من نجران وجبل حراز اختار دعم الشريف حسين واستطاعوا هزيمة القوات الزيدية واستعاد المخا. كان موقف المتوكل محمد غير مستقر لكنه استأنف الهجوم في أواخر 1848 و أوائل عام 1849 وسيطر على تعز ويريم.

## التدخل العثماني
قررت الدولة العثمانية تسوية الأوضاع الجامحة في اليمن عن طريق فرض السيطرة المباشرة. في أبريل 1849 وصل القائد التركي توفيق باشا مع كتيبة جنود قوية إلى مدينة الحديدة الساحلية وأجبر الشريف حسين على الاستسلام. توفي الشريف حسين في وقت لاحق في طريقه إلى القسطنطينية حيث كان يستعد للدفاع عن قضيته في عام 1851. بالنسبة للإمام المتوكل محمد فقد استدعي للمثول في الحديدة وجاء مترددا ملبيا أمر توفيق باشا. تم التوقيع على الاتفاقية ومفادها أن الإمام سوف يستمر في حكم البلاد تحت نفوذه ولكن فقط باعتباره تابع للدولة العثمانية. كما أن نسبة من الإيرادات ستذهب إلى خزينة الدولة العثمانية ووضع حامية في صنعاء. وصل المتوكل محمد برفقة توفيق باشا والقوات التركية إلى صنعاء في 15 يوليو 1849. في اليوم التالي ثار سكان المدينة وأدى هذا الأمر إلى مقتل المئات من الأتراك. توفيق باشا الذي كان قد أصيب بجروح خطيرة خلع على الفور المتوكل محمد وعين مكانه المنصور علي. بعد 25 يوم وجدت القوات التركية أنه من الأفضل التراجع إلى الحديدة وترك الدولة الزيدية إلى الأجهزة الخاصة بها خلال السنوات الثلاثة والعشرين المقبلة. المنصور علي سجن الإمام المخلوع ثم قطع رأسه يوم 11 ديسمبر 1849. وفقا لأحد الكتاب كان واحدا من أبرع الرجال ولكن القدر لم يقف بجانبه.